# 2017년 선댄스 영화제
제33회 선댄스 영화제는 2017년 1월 19일에 열린 시상식이다.

## 수상 및 후보

### 심사위원대상(미국 드라마)
- 아이 돈트 필 앳 홈 인 디스 월드 애니모어 - 마콘 블레어 수상

### 심사위원대상(미국 다큐멘터리)
- 디나 - 댄 시클스 외 1명 수상

### 심사위원대상(월드시네마 드라마틱)
- 더 나일 힐턴 인시던트 - 타릭 살레 수상

### 심사위원대상(월드시네마 다큐멘터리)
- 라스트 멘 인 알레포 - 스텐 요하넨센 외 1명 수상

### 관객상(미국 드라마)
- 크라운 하이츠 - 맷 러스킨 수상

### 관객상(미국 다큐멘터리)
- 체이싱 코랄 - 제프 올롭스키 수상

### 관객상(월드시네마 드라마틱)
- 아이 드림 인 어나더 랭귀지 - 에르네스토 콘트레라스 수상

### 관객상(월드시네마 다큐멘터리)
- 조슈아: 틴에이저 vs. 슈퍼파워 - 조 피스카텔라 수상

### 관객상(베스트 오브 넥스트)
- 국 - 저스틴 전 수상

### 감독상(미국 드라마)
- 비치 래츠 - 엘리자 히트맨 수상

### 감독상(미국 다큐멘터리)
- 더 포스 - 피터 닉스 수상

### 감독상(월드시네마 드라마)
- 갓스 오운 컨트리 - 프란시스 리 수상

### 감독상(월드시네마 다큐멘터리)
- 위니 - 파스칼 람체 수상

### 각본상(미국 드라마)
- 잉그리드 고스 웨스트 - 데이비드 브랜슨 스미스 외 1명 수상

### 각본상(월드시네마)
- 뽀빠이 - 커스튼 탄 수상

### 편집상(미국 다큐멘터리)
- 언레스트 - 제니퍼 브리 수상

### 촬영상(미국 드라마)
- 더 옐로우 버즈 - 다니엘 랜딘 수상

### 촬영상(월드시네마 드라마틱)
- 아홀로틀 오버킬 - 마누엘 다코세 수상

### 촬영상(월드시네마 다큐멘터리)
- 머신 - 라훌 자인 외 1명 수상

### 심사위원특별상(미국 드라마) - 신인 감독상
- 노비티에이트 - 마가렛 베츠 수상

### 심사위원특별상(미국 드라마) - 연기
- 록산느 록산느 - 샹떼 아담스 수상

### 심사위원특별상(미국 다큐멘터리) - Inspirational Filmmaking
- 스탭 - 아만다 리핏츠 수상

### 심사위원특별상(미국 다큐멘터리)
- 이카루스 - 브라이언 포겔 수상

### 심사위원특별상(미국 다큐멘터리) - 스토리텔링
- 스트롱 아일랜드 - 얀스 포드 수상

### 심사위원특별상(월드시네마 드라마틱) - 시네마틱 비전
- 프리 앤 이지 - 겅준 수상

### 심사위원특별상(월드시네마 다큐멘터리) - 코만딩 비전
- 마더랜드 - 라모나 S. 디아즈 수상

### 심사위원특별상(월드시네마 다큐멘터리) - 마스터풀 스토리텔링
- 럼블: 더 인디언스 후 록드 더 월드 - 알폰소 마이오라나 외 1명 수상

### 심사위원상-미국단편
- 루시아, 비포 앤 에프터 - 아누 발리아 수상

### 심사위원상-국제단편
- 앤 더 홀 스카이 핏 인 더 데드 카우즈 아이 - 프란시스카 알레그리아 수상

### 심사위원상-단편애니메이션
- 브로큰 - 더 우먼즈 프리즌 앳 호헤넥 - 폴케 쉬레히트 외 1명 수상

### 심사위원상-단편논픽션
- 얼론 - 가렛 브래들리 수상

### 심사위원특별상-단편촬영상
- 다디아 - 비부산 바스넷 외 1명 수상

### 심사위원특별상-단편편집상
- 랩스 - 샬롯 웰스 수상

### 심사위원특별상-Short Filmmaking
- 앤 소 위 풋 골드피쉬 인 더 풀 - 나가히사 마코토 수상

### 알프레드 P. 슬로안 상
- 마저리 프라임 - 마이클 알메레이다 수상

### 미국 드라마틱 경쟁
- 밴드 에이드 - 조 리스터 존스
- 비치 래츠 - 엘리자 히트맨
- 브릭스비 베어 - 데이브 맥커리
- 버닝 샌즈 - 제라드 맥머레이
- 크라운 하이츠 - 맷 러스킨
- 골든 엑시트 - 알렉스 로스 페리
- 히어로 - 브렛 헤일리
- 아이 돈트 필 앳 홈 인 디스 월드 애니모어 - 마콘 블레어
- 잉그리드 고스 웨스트 - 맷 스파이서
- 랜드라인 - 길리안 로베스피에르
- 노비티에이트 - 마가렛 베츠
- 패티 케이크$ - 제레미 제스퍼
- 록산느 록산느 - 마이클 라넬
- 투 더 본 - 마티 녹슨
- 워킹 아웃 - 알렉스 스미스 외 1명
- 더 옐로우 버즈 - 알렉산드르 무어스

### 미국 다큐멘터리 경쟁
- 캐스팅 존베넷 - 키티 그린
- 체이싱 코랄 - 제프 올롭스키
- 씨티 오브 고스츠 - 매튜 하이네만
- 디나 - 댄 시클스 외 1명
- 돌로레스 - 피터 브랫
- 더 포스 - 피터 닉스
- 이카루스 - 브라이언 포겔
- 노바디 스픽스: 헐크 호건, 고커 앤드 트라이얼스 오브 어 프리 프레스 - 브라이언 나펜베게르
- 더 뉴 라디컬 - 애덤 발라 로그
- 퀘스트 - 조나단 올쉐프스키
- 스탭 - 아만다 리핏츠
- 스트롱 아일랜드 - 얀스 포드
- 트로피 - 샤울 쉬와즈
- 언레스트 - 제니퍼 브리
- 워터 & 파워: 어 캘리포니아 하이스트 - 마리나 제노비치
- 후즈 스트리츠? - 사바 폴라얀

### 월드시네마 드라마틱 경쟁
- 아홀로틀 오버킬 - 헬레네 헤게만
- 베를린 신드롬 - 케이트 쇼트랜드
- 우드페커스 - 호세 마리아 카브랄
- 돈 스왈로 마이 하트, 앨리게이터 걸! - 펠리페 브라간카
- 패밀리 라이프 - 알리시아 셔슨 외 1명
- 프리 앤 이지 - 겅준
- 갓스 오운 컨트리 - 프란시스 리
- 마이 해피 패밀리 - 나나 에크브티미슈빌리
- 더 나일 힐턴 인시던트 - 타릭 살레
- 뽀빠이 - 커스튼 탄
- 아이 드림 인 아더 랭귀지 - 에르네스토 콘트레라스
- 더 운드 - 존 트렌고브

### 월드시네마 다큐멘터리 경쟁
- 더 굿 포스트맨 - 토니슬라브 흐리스토프
- 인 로코 페어런티스 - 네사 니 치아나인 외 1명
- 잇츠 낫 옛 다크 - 프랭키 펜턴
- 조슈아: 틴에이저 vs. 슈퍼파워 - 조 피스카텔라
- 라스트 멘 인 알레포 - 페라스 파이야드 외 1명
- 머신 - 라훌 자인
- 마더랜드 - 라모나 S. 디아즈
- 플라스틱 차이나 - 왕구량
- 럼블: 더 인디언스 후 록드 더 월드 - 캐서린 베인브리지 외 1명
- 도쿄 아이돌스 - 쿄코 미야케
- 위니 - 파스칼 람체
- 더 워커스 컵 - 애덤 소벨

### 단편영화 부문
- 아이 노우 유 프롬 섬웨어 - 앤드류 피츠제랄드
- 토루 - 조나단 미나드
- 얼론 - 가렛 브래들리
- 컴 스윔 - 크리스틴 스튜어트
- 블랙 홀스 - 데이비드 니콜라스 외 1명
- 하이에나와의 우정 - 제시카 베쉬르
- 왓 티어스 어스 아파트 - 하오웨이 후
- 어 테스트 - 자오 주샹
- 굿 크레이지 - 로사 살라자르
- 디어 미스터.스네이크스피어 - 숄라 아무
- 러버 하트 - 리지 샌포드
- 페드로 - 안드레 산토스 외 1명
- 카이주 분라쿠 - 루카스 레이바
- 슬래퍼 - 루시 슈로더
- 던 오브 더 데프 - 롭 새비지
- 로스트파운드 - 샤크티 바그챈다니
- 하드웨어 - 스테픈 제이콥슨
- 핫 시트 - 안나 캐리건
- 시나브 - 라일 밋첼 코빈 주니어
- 나이트 쉬프트 - 마샬 타일러
- 앤 더 홀 스카이 핏 인 더 데드 카우즈 아이 - 프란시스카 알레그리아
- 세실 온 더 폰 - 애나벨 덱스터-존스
- 더 다이버 - 에스테반 아랑고이즈
- 홀드 온 - 크리스틴 터너
- 랩스 - 샬롯 웰스
- 아메리칸 파라다이스 - 조 탈보트
- 비전 오브 언 아일랜드 - 스카이 호핀카
- 앤 소 위 풋 골드피쉬 인 더 풀 - 나가히사 마코토
- 메어 노스트럼 - 라나 카즈카즈 외 1명
- 제네바 협정 - 베누아 마르탱
- 히트 - 마테우스 파체비치 외 1명
- 루시아, 비포 앤 에프터 - 아누 발리아
- 뉴 네이버스 - E.G. 베일리
- 피쉬 스토리 - 피쉬 스토리
- 다디아 - 푸자 구룽 외 1명

### 단편 다큐멘터리 부문
- 웨이팅 포 하산 - 아이퍼난야 마두카
- 베야드 앤 미 - 맷 울프
- 리걸 스머글링 위드 크리스틴 초이 - 루위 클로스터
- 텐 미터 타워 - 막시밀리언 반 아에르트릭크 외 1명
- 더 래빗 헌트 - 패트릭 브레스난
- 화이트 라이엇: 런던 - 루비카 시아
- 프로젝트 X - 로라 포이트러스
- 클로즈 타이즈 - 조피아 코와루스카

### 단편 애니메이션(애니메이션 스포트라이트)
- 썸머 캠프 아일랜드 - 줄리아 포트
- 드로운 앤 리코디드: 틴 스피릿 - 드류 크리스티
- 트럼펫 맨 - 에밀리 웡
- 더 볼드 퓨쳐 - 폴 카본
- 브로큰 - 더 우먼즈 프리즌 앳 호헤넥 - 알렉산더 라흘 외 1명
- 웃고 있는 거미 - 타나미 케이치
- 나이트호크 - 스펠라 카데즈
- 누탁-홈랜드 - 알리시 텔렌구트
- 빅토르 앤 아이솔리나 - 윌리암 D.까발레로
- 러브 - 레카 부시

### 단편 미드나잇
- 두 노 함 - 로젠느 리앙
- 핫 윈터: 어 필름 바이 딕 피에르 - 잭 헨리 로빈스
- 푸시 - 레나타 가시오로브스카
- 더 라버리 - 짐 커밍스
- 퍼킹 바니즈 - 티무 니우카넨
- 서머즈 퓨크 이즈 윈터스 딜라이트 - 가부키 사와코
- 어 니얼리 퍼펙트 블루 스카이 - 콱스

### 넥스트
- 콜럼버스 - 코고나다
- 데이베온 - 아만 아마시
- 디이드라 & 레이니 롭 어 트레인 - 시드니 프리랜드
- 어 고스트 스토리 - 데이빗 로워리
- 국 - 저스틴 전
- 엘에이 타임즈 - 미쉘 모건
- 레몬 - 자니크자 브라보
- 메나쉐 - 조슈아 Z. 웨인스타인
- 퍼슨 투 퍼슨 - 더스틴 가이 디파
- 서러브레드 - 코리 핀리

### 미드나잇
- 78/52 - 알렉상드르 오 필립
- 배드 데이 포 더 컷 - 크리스 보어
- 비치 - 마리안나 팰카
- 부시위크 - 조나단 밀롯 외 1명
- 킬링 그라운드 - 데미안 파워
- 쿠소 - 스티븐 엘리슨
- 더 리틀 아워즈 - 제프 바에나
- XX - 록산 벤자민 외 3명

### 스팟라이트
- 콜로설 - 나초 비가론도
- 프란츠 - 프랑소와 오종
- 레이디 맥베스 - 윌리엄 올드로이드
- 룩 앤 씨: 어 포트레이트 오브 웬델 베리 - 로라 던 외 1명
- 로우 - 쥘리아 뒤쿠르노
- 사미 블러드 - 아만다 커넬
- 데어 파이니스트 - 론 쉐르픽

### 프리미어
- 베아트리스 앳 디너 - 미구엘 아테타
- 비포 아이 폴 - 라이 루소 영
- 더 빅 식 - 마이클 쇼월터
- 콜 미 바이 유어 네임 - 루카 구아다니노
- 더 디스커버리 - 찰리 맥도웰
- 펀 맘 디너 - 알레시 존스
- 더 인크레더블 제시카 제임스 - 제임스 C. 스트로즈
- 더 라스트 워드 - 마크 펠링톤
- 매니페스토 - 율리안 로제펠트
- 마저리 프라임 - 마이클 알메레이다
- 머드바운드 - 디 리스
- 더 폴카 킹 - 마야 포브스 외 1명
- 리메모리 - 마크 팔란스키
- 시드니 홀 - 숀 크리스틴슨
- 웨어 이즈 키라? - 앤드류 두선무
- 윌슨 - 크레이그 존슨
- 윈드 리버 - 테일러 쉐리던
- 기브 미 퓨처: 메이저 레이저 인 쿠바 - 오스틴 피터스

### 다큐멘터리 프리미어
- 500 이어스 - 파멜라 예이츠
- 밴딩 디 아크 - 키프 데이비슨 외 1명
- 크라이스 프롬 시리아 - 이브게니 아피네예브스키
- 앤 인컨비니언트 시퀄 - 보니 코헨 외 1명
- 리전 오브 브라더스 - 그렉 바커
- 롱 스트레인지 트립 - 아미르 바-레브
- 오클라호마 씨티 - 바락 굿맨
- 렌처, 파머, 피셔맨 - 수잔 프롬키 외 1명
- 테이크 에브리 웨이브: 더 라이프 오브 레어드 해밀턴 - 로리 케네디
- 텔 뎀 위 얼 라이징: 더 스토리 오브 블랙 콜리지스 앤드 유니버지티스 - 스탠리 넬슨
- 디스 이스 에브리띵: 기기 골져스 - 바바라 코플
- 더 플라워스 오브 라이프: 소셜 클럽 부에나 비스타 - 루시 워커

### 선댄스 키즈
- 내 이름은 꾸제트 - 클로드 바라스
- 레드 독: 트루 블루 - 크리브 스텐더스
- 더 마스 제네레이션 - 마이크 바넷

### 뉴 프론티어
- 18 블랙 걸스 / 보이스 에이지스 1-18 후 해브 어라이브드 앳 더 싱귤래리티 앤드 얼 더스 스피리추얼 머신스: $X 인 앤 에디션 오브 $97 콰드릴리언 - 터렌스 낸시
- 디드 유 원더 후 파이어드 더 건? - 트라비스 윌커슨
- 월드 윗아웃 엔드 (노 리포티드 인씨덴츠) - 젬 코엔

### 선댄스 컬렉션
- 데저트 하츠 - 도나 다이치
- 저수지의 개들 - 쿠엔틴 타란티노

### 스페셜 이벤트
- 앱스트렉트: 디 아트 오브 디자인 - 모건 네빌
- 더 챈시스 - 안나 캐리건
- 커넥션 - 조 가르시아 미란다
- 다운워드 도그 - 앨리슨 톨먼 외 1명
- 젠트-파이드 - 마빈 브라이언 레뮤스
- 그레이트 무이 비엔 - 쉬일라 풀 파스토르
- 더 히스토리 오브 코미디 - 션 헤이즈 외 3명
- 핫 걸스 원티드: 턴드 온 - 라시다 존스
- 하우스 포 세일 - 에마누엘 히랄도
- 아이 러브 딕 - 질 솔로웨이 외 3명
- 파인애플 - 알카샤 스티븐슨
- 플레이데이츠 - 브렛 사이먼
- 라이즈 - 미쉘 라티머
- 쉿 키즈 - 카일 던니건
- 샷 파이어드 - 조나단 드미
- 스내쳐스 - 스티븐 시더스 외 1명
- 스트레인저스 - 미아 리도프스키 외 1명
- 타임: 더 칼리프 브로더 스토리 - 제너 퍼스트
- 웬 더 스트릿 라이츠 고 온 - 브렛 모겐